# Oregon Electric Railway
 (janvier 2022).
Si vous disposez d'ouvrages ou d'articles de référence ou si vous connaissez des sites web de qualité traitant du thème abordé ici, merci de compléter l'article en donnant les références utiles à sa vérifiabilité et en les liant à la section « Notes et références ».
L'Oregon Electric Railway (sigle de l'AAR: OE) était un chemin de fer interurbain en opération dans l'Oregon. Il utilisa initialement la traction électrique. Il fut classé parmi les chemins de fer américains de classe I

## Des origines au Burlington Northern
L'Oregon Electric Railway fut créé en 1906, et la liaison Portland / Salem débuta en 1907. Le Spokane, Portland and Seattle Railway appartenant à James J. Hill, racheta le réseau en 1910 et le prolongea jusqu'à Eugene en 1912. Le transport de passagers, le long de la Willamette Valley, se termina le 30 juin 1933, et la traction électrique le 10 juillet 1945. La compagnie fut dissoute en 1981.
Le Burlington Northern Railroad arrêta son dernier train de fret sur la portion Portland / Beaverton, le 31 décembre 1994.

## Le TriMet et le réseau MAX
En 1969 fut créé l'agence publique TriMet ou Tri-County Metropolitan Transportation District of Oregon pour gérer les transports de l'agglomération de Portland aussi bien par route (bus) ou par rail (banlieue, Light Rail, et Trolley). En 1986, TriMet lança son programme de réseau MAX (Metropolitan Area Express) pour accueillir un trafic interurbain de type Light Rail Transit (capacité et vitesse modérée).
La ligne de l'OE fut alors refaite pour un service Light Rail (capacité et vitesse modérée), et fut rebaptisée Westside MAX (Portland-Hillsboro). Elle ouvrit le 12 septembre 1998. Avec l'Eastside MAX elles constituent la MAX Blue Line (Hillsboro-Portland-Gresham).
TriMet (sigle de l'AAR: TMTC) gère un réseau constitué de 6 lignes:
- MAX Blue Line: Hillsboro/Beaverton/City Center/Gresham
- MAX Red Line: Beaverton/City Center/Airport
- MAX Yellow Line: City Center/Expo Center
- MAX Green Line: City Center (Portland State University)/Clackamas Town Center
- MAX Orange Line (en projet): City Center/Milwaukie
- Westside Express Service: Beaverton/Wilsonville

TriMet exploite aussi le service Portland Vintage Trolley, qui ne circule que sur certaines portions du réseau du MAX et uniquement les dimanches.